# Spaniel

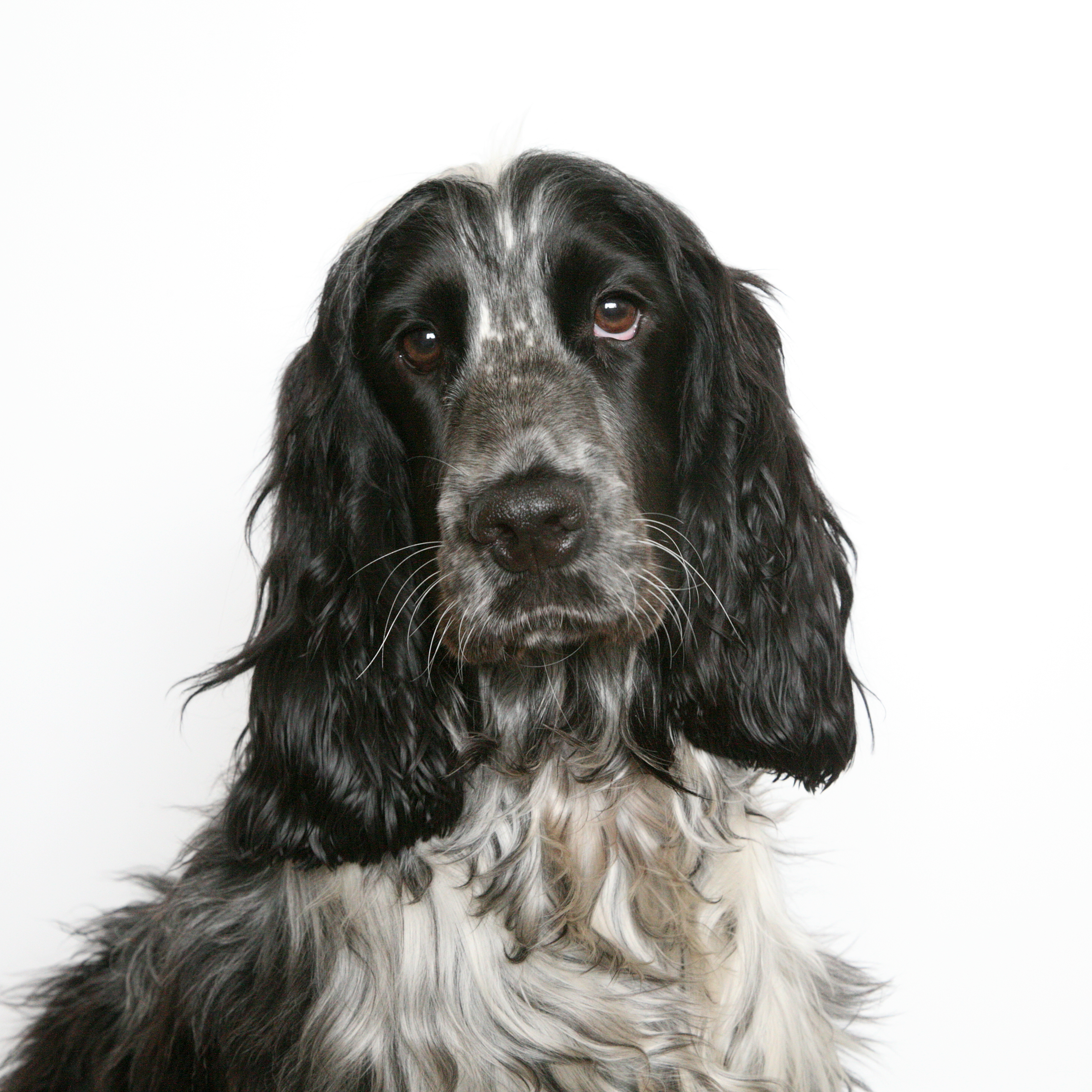
Cocker spaniel

Spaniel (~n, plur. spaniel el. ~ar) är ett antal besläktade hundraser med traditionell användning som fågelhundar. Raserna från Storbritannien är, liksom nederländska kooikerhondje och tyska wachtelhund, stötande hundar, medan de franska raserna, épagneul, är stående fågelhundar, likaså nederländska stabyhoun samt tyska grosser och kleiner münsterländer. Såväl de stötande som de stående raserna har parallellt använts till apportarbete.
Sedan tidigt har man skilt på landspanielar (field spaniels) och vattenspanielar (vattenhundar, bland andra irländsk vattenspaniel och barbet - épagneul barbet). Landspanielar är spridda i Storbritannien, Frankrike, Nederländerna och Tyskland. De flesta raserna har skapats i Storbritannien, där man tidigare delade in landspanielarna i setting spaniels (vilka gett upphov till settrarna) och flushing spaniels (stötande spanielar).
Uppdelningen av de stötande spanielarna i springer spaniel eller cocker spaniel gjordes första gången av Thomas Bewick i en bok 1790. Från de första hundutställningarna 1859 till 1901 var det vikten som avgjorde om en landspaniel skulle räknas som springer eller cocker spaniel. Den nutida rasen field spaniel har en skiftande historia från det att man började skilja de olika raserna åt och har sitt ursprung i de enfärgade från den högre viktklassen. 1923 bildades rasklubben.
En landspaniel är en kvadratisk eller lågställd hund med halvlång, mjuk, vågig päls, markerad panna (stop) och långa, hängande öron. Namnet anses komma av fornfranskans espaignol, spaniel eller egentligen spansk. Enligt en teori spreds de av kelterna från deras enklav i nuvarande Asturien under 500-talet. Under andra halvan av 1300-talet omnämns en spaynel i en dikt av Geoffrey Chaucer.
Det finns även en grupp dvärgspanielar som aldrig varit jakthundar utan sällskapshundar: cavalier king charles spaniel, king charles spaniel, papillon och phalène.
Observera att tibetansk spaniel (jemtse apso) inte är någon spaniel och inte har något släktskap med spanielar. Den är en spaniel endast till namnet, sedan britterna påbörjade uppfödning under början av 1900-talet.

## Landspanielar

### Stötande hundar
- Amerikansk cocker spaniel
- Clumber spaniel
- Cocker spaniel
- Engelsk springer spaniel
- Field spaniel
- Kooikerhondje
- Sussex spaniel
- Wachtelhund (Tysk spaniel)
- Welsh springer spaniel

### Kontinentala stående fågelhundar av spanieltyp
- Breton (Épagneul Breton, Bretagne spaniel)
- Drentsche patrijshond
- Épagneul bleu de picardie
- Épagneul de pont-audemer
- Épagneul français
- Grosser münsterländer
- Kleiner münsterländer
- Stabyhoun

## Dvärgspanielar
- Cavalier king charles spaniel
- King charles spaniel
- Papillon (Épagneul Nain Continental)
- Phalène (Épagneul Nain Continental)